# Ma maison de Star
Ma Maison de Star (MTV Cribs) est une émission de téléréalité proposée par la chaîne de télévision américaine MTV. Le principe du programme est de faire découvrir les appartements, maisons et autres demeures de célébrités en tous genres. La première émission a été diffusée en septembre 2000. MTV Cribs a été développée par Nina L. Díaz, qui est également à l'origine du programme Mon incroyable anniversaire (My Super Sweet 16), autre émission célèbre de la grille MTV.
En date du 26 avril 2005, Cribs avait fait le tour de plus de 185 maisons de stars, aussi bien musiciens, qu'acteurs ou encore sportifs, le tout au bout de treize saisons. Le programme était à l'origine narré par Ananda Lewis, remplacée plus tard par Su-chin Pak (qui présentait une autre émission du groupe, MTV News).
L'épisode le plus vu et rediffusé est l'épisode spécial d'une heure consacrée au penthouse (appartement-terrasse) de Mariah Carey à New York.
En 2005 et 2006, MTV Canada a également produit sa propre série de Cribs.
Au Royaume-Uni, elle est diffusée sur MTV UK et en clair sur VIVA.

## Déclinaison
- Teen Cribs (en France, nommé « Ma maison de ouf »)